# Sarıgazel, Ladik
Sarıgazel là một xã thuộc huyện Ladik, tỉnh Samsun, Thổ Nhĩ Kỳ. Dân số thời điểm năm 2010 là 64 người.